# Just to Satisfy You
Just to Satisfy You è l'undicesimo album di Waylon Jennings, pubblicato dalla RCA Victor nel marzo del 1969 e prodotto da Chet Atkins e Felton Jarvis.

## Tracce
Lato A
1. Lonely Weekends – 2:30 (Charlie Rich)
2. Sing the Blues to Daddy – 2:40 (Ray Corbin)
3. Change My Mind – 2:28 (Curly Putnam)
4. Farewell Party – 2:50 (Lawton Williams)
5. Rings of Gold – 2:32 (Gene Thomas)
6. Alone – 2:54 (Dee Moeller)

Lato B
1. Just to Satisfy You – 2:15 (Don Bowman, Waylon Jennings)
2. I Lost Me – 2:29 (Helen Carter)
3. I've Been Needing Someone Like You – 2:50 (Ben Peters)
4. For the Kids – 2:39 (Shel Silverstein)
5. I Got You – 2:36 (Ricci Mareno, Gordon Galbraith)
6. Straighten My Mind – 2:10 (Dee Moeller)

## Musicisti
- Waylon Jennings - voce, chitarra
- Anita Carter - voce (solo nel brano I Got You)
- Jerry Reed - chitarra, dobro
- Fred Carter - chitarra
- Wayne Moss - chitarra
- Ray Edenton - chitarra ritmica
- Pete Drake - steel guitar
- Hargus Pig Robbins - pianoforte, organo
- Charlie McCoy - armonica, vibrafono, tromba
- Jerry Hayne - corno francese
- Doris Sweet - corno inglese
- Roy Huskey - basso
- Jerry Carrigan - batteria
- Martha McCrory - violoncello
- Doris Allen - viola
- Stephanie Woolf - viola
- Brenton Banks - violino
- Howard Carpenter - violino
- Stephen Clapp - violino
- Solie Fott - violino
- Martin Katahn - violino
- Dorothy Dillard - accompagnamento vocale
- Priscilla Hubbard - accompagnamento vocale
- Louis Nunley - accompagnamento vocale
- William Wright - accompagnamento vocale
- Bergen White - arrangiamenti